# Scream (Sarah Bettens)
Scream  è un album in studio della cantautrice Sarah Bettens del gruppo musicale belga K's Choice, pubblicato nel 2005 dalla Universal. Include quattro tracce precedentemente incluse nell'EP "Go".

## Tracce
1. "Scream" (Emerson Swinford; Guy Erez; Matthew Gerrard; Sarah Bettens)
2. "Stay" (Sarah Bettens; Steve Booker)
3. "Come over Here" (Jimmy Harry; Sarah Bettens)
4. "Not Insane" (Sarah Bettens)
5. "Turn Around" (Sarah Bettens)
6. "Go" (Sarah Bettens)
7. "Don't Stop" (John O'Brien; Sarah Bettens)
8. "Fine" (Greg Wells; Sarah Bettens)
9. "One Second" (Sarah Bettens)
10. "Sister" (Sarah Bettens)
11. "She Says" (Greg Wells; Kara DioGuardi; Sarah Bettens)
12. "Follow Me" (Sarah Bettens)
13. "Don't Let Me Drag You Down" (Sarah Bettens)
14. "I'm Okay" (Sarah Bettens)
15. "Grey" (Sarah Bettens) traccia bonus
16. "Follow me" (Sarah Bettens) traccia bonus